# Спицин Олександр Андрійович
Олекса́ндр Андрі́йович Спи́цин (рос. Александр Андреевич Спицын; *14 серпня (26 серпня) 1858 р., м. Яранськ Вятської губернії, нині Кіровської області Росії — †17 вересня 1931 р., Ленінград, нині Санкт-Петербург) — російський і радянський археолог, кандидат історичних наук, професор. Член-кореспондент AH СРСР (обрано 15 січня 1927 р.). З 1892 року співробітник Імператорської Археологічної комісії, у 1919 р. перетвореної в Російську Академію історії матеріальної культури (РАІМК), Імператорського Російського археологічного товариства. Найбільший фахівець із середньовічних російських написів. Займався вивченням, систематизацією, каталогізацією старожитностей Росії (бронзова доба, скіфо-сарматські, Волзько-Камські, слов'янські). Одним з перших у Росії застосував багато передових методів вивчення старожитностей, зокрема, порівняльно-типологічний та картографічний методи. Датував велику кількість найважливіших археологічних пам'яток.

## Біографія
Народився 14 (26) серпня 1858 року в місті Яранському Вятської губернії. Дитинство провів у місті Котельнич. У 1878 р. закінчив чоловічу Вятську гімназію, вступив до Петербурзького університету. Ще в студентські роки написав першу статтю, присвячену проблемі так званих «довгих курганів».
У кандидатській дисертації відстоював власну точку зору, згідно з якою піддав сумніву достовірність основного джерела з ранньої історії слов'янської Вятки «Повість про країну Вятську» (Хлиновський літописець) і, як наслідок, заселення Вятського краю з Новгородчини (як вважалося тоді). Ця теорія суперечила традиційним поглядам авторитетних істориків (М. М. Карамзіна і М. І. Костомарова), і кандидатську дисертацію О. А. Спицин захистити не вдалося, в результаті чого він був змушений вибрати іншу тему роботи. Спицин написав роботу «Каталог старожитностей Вятського краю», в якій вперше систематизував усі відомі відомості з археології Вятського краю, в 1882 році успішно захистив її, отримавши вчений ступінь.
Після закінчення університету працював учителем літератури та історії у місті Вятка (нині Кіров) у Вятській жіночої гімназії протягом десяти років. Зайнявся вивченням історії, опублікував декілька статей з історії та археологічним старожитностей Вятського краю. Активно збирав писемні джерела з історії краю. Склав бібліографію «Вятських губернських відомостей».
У 1892 році О. А. Спицин переїхав до Санкт-Петербурга, де взяв активну участь в роботі Російської Імператорської Археологічної комісії та Російському археологічному товаристві. Проявив себе палким прихильником розвитку слов'яно-руської археології. У липні 1892 р. брав участь у міжнародному конгресі доісторичної антропології в Москві, де виступив з рефератом «Костеносні городища в Північно-Східній Росії». За завданням Московського археологічного товариства провів ряд експедицій по дослідженню давніх пам'яток Вятської губернії, результатом яких стала книга «Археологічні розвідки про древніх мешканців Вятського краю» (1893 р.).
З 1909 р. читав лекції з археології та російської історичної географії в Петербурзькому університеті.
На запрошення відомого історика і мистецтвознавця А. І. Анісімова, О. А. Спицин читав лекції з археології в Новгородській чоловічий учительській семінарії. Надалі наукова і дослідницька діяльність О. А. Спицина також була тісно пов'язана з Новгородом. Він був обраний почесним членом Новгородського товариства аматорів старовини, а влітку 1911 р. взяв участь у роботі XV Всеросійського археологічного з'їзду, що проходив в цьому місті. З 1914 р., окрім загального курсу з російської археології, О. А. Спицин читав лекції з історичної географії в університеті і в Імператорському Петербурзькому Археологічному інституті (ІПАІ).
На території Новгородської губернії О. А. Спицин також проводив археологічні розкопки: в селі Бронниці Новгородського повіту, в селі Удрай Крестецького повіту. У 1917 р. вів археологічні спостереження за роботами на Нередицькому пагорбі.
Після Жовтневої перевороту 1917 року Спицин став членом Державної Академії історії матеріальної культури (ГАИМК) від дня її заснування (1918 р.). У 1919 р. Спицин завідував у ГАІМК розрядом російських, фінських та литовських старожитностей, тоді ж організував дві комісії — з вивчення російської нумізматики та російської мініатюри. У 1929 р. — член-кореспондент Академії наук СРСР. О. А. Спицин помер 17 вересня 1931 року в Ленінграді і був похований на Смоленському кладовищі. Серед його учнів: Михайло Артамонов.

## Наукові дослідження
Вивчав і систематизував археологічні матеріали, що стосувалися східнослов'янських племен і давньої Русі, племен бронзової доби і скіфо-сарматського часу (зокрема, на території України).
Одним із перших у Росії застосував картографічний метод вивчення археологічних матеріалів.
О. А. Спицин був великим знавцем старовини бронзової доби, Волзько-Камський і слов'янських. Великим внеском А. А. Спіцина в науку є складені ним описи величезної кількості старожитностей. У той же час, безпосередньо розкопками О. А. Спицин займався мало, зосередивши свої сили на вивченні і виданні різних наукових матеріалів. Загальною популярністю користується складена їм картотека археологічних пам'яток, що знаходяться на території колишнього СРСР (зберігається в Петербурзькому відділенні Інституту історії матеріальної культури).
О. А. Спицин одним з перших почав розглядати історію як комплексну науку, невід'ємною частиною якої вважав археологію. Так, монографія «Розселення давньоруських племен за археологічними даними» (1899 р.) є успішним досвідом зіставлення літописних та археологічних даних.
О. А. Спицин склав також перші наукові посібники з археологічних розвідок і розкопок.

## Праці
О. А. Спицин — автор близько трьохсот наукових робіт і публікацій. Деякі з них:
- По поводу доказательств о новгородском происхождении вятчан, 1880 (рос.)
- Каталог древностей Вятского края, 1882 (рос.)
- Свод летописных известий о Вятском крае. Сост. А. Спицын. Вятка: Губ. тип., 1883 (рос.)
- Орфографический словарь с присоединением повторительного курса русской орфографии. Сост. преп. рус. яз., словесности и педагогики А. Спицын. Вятка: тип. Куклина, 1883 (рос.)
- Вятская старина. Вятка: Губ. тип., 1884 (рос.)
- История рода Рязанцевых. Вятка: Губ. тип., 1884 (рос.)
- Азбука для школьного и домашнего обучения грамоте. Соч. А. Новикова (псевд. А. Спицына, преп. Вят. жен. гимназии). Вятка: тип. Куклина, 1886 (рос.)
- Программа для описания доисторических древностей Вятской губернии. Вятка: тип. Куклина, 1886 (рос.)
- Земля и люди на Вятке в XVII столетии: Очерк истории землевладения. Вятка: Губ. тип., 1886 (рос.)
- Подати, сборы и повинности на Вятке в XVII ст. Вятка: Губ. тип., 1887 (рос.)
- Новые сведения по доисторической археологии Вятского края. Вятка: Губ. тип., 1887 (рос.)
- I. Местное и областное управление на Вятке до XVIII века; II. К истории вятских инородцев. Сост. А. Спицын. Вятка: Губ. стат. ком., 1888 (рос.)
- Вещественные памятники древнейших обитателей Вятского края: (Реф., посвящ. 8 Археол. съезду). Сост. А. Спицын. Вятка: Губ. тип., 1889 (рос.)
- I. Вещественные памятники древнейших обитателей Вятского края; II. Древнейшая судьба Вятской области. Сост. А. Спицын. Вятка: Губ. стат. ком., 1889 (рос.)
- Систематический указатель статей местного отдела неофициальной части Вятских губернских ведомостей. (1838—1890) Сост. А. Спицын. Вып. 1-2. Вятка: Губ. тип., 1890—1891 (рос.)
- История Вятского главного народного училища: (1786—1811 г.). Сост. А. Спицын. Вятка: Губ. стат. ком., 1891 (рос.)
- Преподаватели русского языка и словесности Вятской гимназии в 1811—1865 г. Сост. А. Спицын. Вятка: Губ. стат. ком., 1891 (рос.)
- Костеносные городища на Северо-востоке России, 1892 (рос.)
- Оброчные земли на Вятке в XVII веке. Казань: тип. Имп. ун-та, 1892 (рос.)
- Приуральский край. Археологические разыскания о древнейших обитателях Вятской губернии. 1893 (рос.)
- Производство археологических раскопок. Сост. А. Спицын Санкт-Петербург: тип. Гл. упр. Уделов, 1895 (рос.)
- Курганы Санкт-Петербургской губернии в раскопках Л. К. Ивановского. Обраб. для изд. А. Спицын, чл. Имп. Археол. комис. Санкт-Петербург: тип. Гл. упр. Уделов, 1896 (рос.)
- Разбор, обработка и издание археологического материала. Санкт-Петербург: тип. И. Н. Скороходова, 1898 (рос.)
- Расселение древне-русских племен по археологическим данным. Санкт-Петербург: тип. «В. С. Балашев и К°», 1899 (рос.)
- Гляденовское костище. Санкт-Петербург: тип. И. Н. Скороходова, 1901 (рос.)
- Древности бассейнов рек Оки и Камы. В обраб. чл. Археол. комис. А. А. Спицына. Вып. 1. Древности Камы по раскопкам А. А. Спицына в 1898 г. Санкт-Петербург, 1901 (рос.)
- Археологические материалы и мелкие заметки. Санкт-Петербург: тип. И. Н. Скороходова, 1902 (рос.)
- Удлиненные и длинные русские курганы. Санкт-Петербург: тип. И. Н. Скороходова, 1903 (рос.)
- Новые сведения о городищах дьякова типа. Санкт-Петербург: тип. И. Н. Скороходова, 1905 (рос.)
- Белогостицкий клад 1836 г. Санкт-Петербург: тип. И. Н. Скороходова, 1905 (рос.)
- Вещи с инкрустацией из Керченских катакомб 1904 г. Санкт-Петербург, 1905 (рос.)
- Археологические разведки. Сост. А. Спицын, чл. Имп. Археол. комис.; Имп. Археол. комис. Санкт-Петербург: тип. Гл. упр. Уделов, 1908 (рос.)
- Краткий каталог Музея Имп. Русского археологического общества. Сост. А. Спицын, д. ч. О-ва, хранитель Музея Краткий каталог Музея Имп. Русского археологического общества. Санкт-Петербург, 1908 (рос.)
- Археологические раскопки. Сост. А. Спицын, чл. Имп. Археол. комис.; Имп. Археол. комис. Санкт-Петербург: Т-во Р. Голике и А. Вильборг, 1910 (рос.)
- Торговые пути Киевской Руси. Санкт-Петербург: тип. Гл. упр. уделов, 1911 (рос.)
- Саратовские древности: (Излож. реф. проф. А. А. Спицына, прочит. 11 июня 1912 г.) Саратовские древности. Саратов, 1912 (рос.)
- Русская историческая география: учебный курс. Имп. Петроградский археологический ин-т. Петроград: Тип. Я. Башмаков и К°, 1917, С. 68 (рос.)
- Мои научные работы. Seminarium Kondakovianum, т. II, Prague, 1928. (рос.)

## Цікаві факти
У дитинстві А. А. Спіцин вчився в одному класі Вятської гімназії з К. Е. Ціолковським. У 1891 р., перебуваючи в м. Боровську з дослідницькими цілями, Спіцин кілька днів гостював у Ціолковського, який викладав у той час математику в Борівському училищі. Спіцин допоміг Ціолковському видати його першу книгу про металеві дирижаблі оригінальної конструкції. Листування між ученими тривало до 1931 року.